# Atomik Circus, le retour de James Bataille
Pour plus de détails, voir Fiche technique et Distribution.
Atomik Circus, le retour de James Bataille est une comédie fantastique française écrite et réalisée par Didier Poiraud et Thierry Poiraud, sortie en 2004.

## Synopsis
Une ville improbable, mi-française mi-américaine, Skotlett City, s'apprête à fêter la grande fête de la tarte à la vache alors que James Bataille s'échappe de prison pour retrouver Concia sa fiancée. Mais, à son retour au village, des extraterrestres viennent jouer les trouble-fêtes.

## Fiche technique
- Titre : Atomik Circus, le retour de James Bataille
- Réalisation : Didier Poiraud et Thierry Poiraud
- Scénario : Jean-Philippe Dugand, Marie Garel-Weiss, Didier Poiraud, Thierry Poiraud et Vincent Tavier
- Décors : Hervé Gallet
- Costumes : Charlotte Betaillole
- Photographie : Philippe Le Sourd
- Musique : The Little Rabbits
- Effets spéciaux numérique : BUF compagnie (Paris)
- Montage : Mario Battistel
- Production : Nicolas Leclercq et Emmanuelle Lepers
- Sociétés de production : Entropie Films ; MMC Independent GmbH et TF1 Films Production (coproductions)
- Société de distribution : TFM Distribution
- Budget : 16 000 000 d'euros[1],[2]
- Pays d'origine :  France
- Langue originale : français
- Format : couleur - 2.35 : 1 - DTS / Dolby Digital EX - 35 mm
- Genre : comédie horrifique et science-fiction
- Durée : 91 minutes
- Date de sortie :
  -  Suisse : 4 juillet 2004 (Neufchatel International Fantasy Film Festival)
  -  Belgique,  France : 21 juillet 2004
- Film interdit aux moins de 12 ans lors de sa sortie en France

## Distribution
- Vanessa Paradis : Concia
- Jean-Pierre Marielle : Bosco
- Benoît Poelvoorde : Allan Chiasse
- Jason Flemyng : James Bataille
- Venantino Venantini : Matt Kelso
- Vincent Tavier : le chef Brody
- Bouli Lanners : Chip (flic à moto)
- Jacky Lambert : Dips
- Dominique Bettenfeld : Peter Cheval
- Mar Sodupe : Kitty
- Vincent Belorgey : Boon / Ricardo Bello-Radio Skotlett
- Daniel Cohen : le peintre
- Didier Poiraud : l'un des musiciens (caméo)

## Autour du film
- Vanessa Paradis interprète six chansons de la bande originale du film écrite par le groupe rock alternatif nantais The Little Rabbits, dont Ma pétroleuse édité en single.
- Le tournage a débuté le 15 avril 2003 et s'est déroulé à Cologne en Allemagne, à Paris et au Portugal[réf. nécessaire].
- Le réalisateur Didier Poiraud fait une petite apparition parmi les musiciens de Concia.
- Au départ, le personnage de James Bataille était destiné à être le héros d'une bande dessinée[3].
- Les réalisateurs de ce film, les frères Poiraud, ont notamment réalisé une célèbre publicité pour Hollywood chewing-gum avec la statue de la Liberté plongeant nue dans l'eau.
- Initialement, le rôle de Bosco devait être interprété par Jean Yanne, qui avait commencé à travailler sur le film. Mais à la suite de son décès en mai 2003, les deux réalisateurs demandèrent à Jean-Pierre Marielle de reprendre le rôle, ce qu'il fit en partie parce que Jean Yanne était l'un de ses amis[4].
- Vincent Belorgey est, dans la vraie vie, le DJ français Kavinsky[5],[6].